# Ciuchici
Ciuchici é uma comuna romena localizada no distrito de Caraș-Severin, na região de Banato. A comuna possui uma área de 55.61 km² e sua população era de 1057 habitantes segundo o censo de 2007.